# Piratesourcil
Piratesourcil, de son vrai nom Thomas Tuybens, est un auteur de bande dessinée français né le 28 juillet 1985 à Lille.

## Biographie
Piratesourcil est titulaire d'un brevet dessinateur maquettiste (équivalent Bac) puis il a effectué un BTS dans le commerce.
Ancien commercial, Thomas Tuybens quitte son travail en 2012 afin d'exercer dans la bande dessinée. Il se fait connaître grâce à son blog BD Piratesourcil, créé en 2009, qui est en 2010 l'un des blogs les plus visités d'après La Voix du Nord. Le blog met en scène un renard à l'humour politiquement incorrect, et s'attaque à des sujets parfois controversés. En parallèle, il publie chez Hugo BD des bandes dessinées visant un plus jeune public, consacrées au récit de l'enfance du youtubeur Frédéric Molas, alias Le Joueur du Grenier. Sur Actua BD, le volume 1 reçoit un accueil mitigé : « Une BD pas franchement ratée, ni totalement réussie ». Planète BD partage cette analyse. Les albums suivants, Pas de vacances pour les jeux vidéo, L'appel aux devoirs, Ma jeunesse sportive ne convainquent pas non plus la rédaction.
À la suite d'un comic strip traitant de pédophilie sur le ton de l'humour noir, Thomas Tuybens fait l'objet d'une enquête de police judiciaire en 2012 par l'OCLCTIC (Office central de lutte contre la criminalité liée aux technologies de l'information et de la communication) et sa publication est censurée,.
Il livre en 2015 Famille d'enfer : Chérie j'ai raté les gosses, qui reçoit un accueil sceptique sur Planète BD.
Passionné de sport, il pratique notamment la gym acrobatique, le breakdance et la musculation. Il a collaboré avec un youtubeur sportif, Tibo Inshape, en illustrant son livre présentant un programme d'entraînement et en 2018 une bande dessinée.

## Publications

### Dessinateur et scénariste
- Les histoires délirantes du piratesourcil, Et son intimité (Éditions Stylobulle, 2010)
- Les histoires délirantes du piratesourcil, Opération séduction (Éditions Stylobulle, 2012)
- Les histoires délirantes du piratesourcil : Ultime album ( Auto-éditions 2017)
- Famille d'enfer : Chérie j'ai raté les gosses (Éditions Hugo BD, 2015)
- Joueur du grenier, Tome 1 : Ma folle jeunesse (Éditions Hugo BD, 2012)
- Joueur du grenier, Tome 2 : Pas de vacances pour les jeux vidéo(Éditions Hugo BD, 2013)
- Joueur du grenier, Tome 3 : Appel aux devoirs (Éditions Hugo BD, 2014)
- Joueur du grenier, Tome 4 : Le sport c'est la santé (Éditions Hugo BD, 2015)
- TiboInShape, Tome 1 : C'est ma BD ! (Teamshape, 2018)
- TiboInShape, Tome 2 : il faut sauver l'hal'terre ! (Teamshape, 2020)
- Mobs - La vie secrète des monstres Minecraft Tome 1 : Creeper gaffeur (Glénat, 2023) (Dessinateur uniquement)
- Mobs - La vie secrète des monstres Minecraft Tome 2 : Gag à eau risque (Glénat, 2023) (Dessinateur uniquement)
- Mobs - La vie secrète des monstres Minecraft Tome 3 : Humour évocateur (Glénat, 2024) (Dessinateur uniquement)

### Scénariste
- Super bébé (Éditions Jungle, 2016)
- Fightnite Bataille royale (Éditions Jungle, 2019) 4 tomes
- Journal d'un noob (Éditions Jungle, 2019 à 2024) 11 tomes
- Super Nintenbros (Éditions Jungle, 2020 à 2023) 3 tomes
- Atomick Lucas (Éditions Jungle, 2024) 1 tome

### Illustrateur
- Agenda scolaire, joueur du grenier (années 2014 / 2015)
- Agenda scolaire, joueur du grenier (années 2016 / 2017)
- Livre énorme et Sec, de Tibo Inshape (2016)
- Agenda scolaire, de Tibo Inshape (années 2017 / 2018)
- Agenda scolaire, de Tibo Inshape (années 2018 / 2019)